# Ca l'Hortènsia
Ca l'Hortènsia, o Can Jover, és una masia historicista del municipi de Sant Boi de Llobregat (Baix Llobregat) inclosa en l'Inventari del Patrimoni Arquitectònic de Catalunya.

## Descripció
És una masia de grans proporcions composta per planta baixa, pis i golfes amb un avançat flanquejat per dos cossos enretirats i amb una torre coronada per merlets escalonats i planta trapezoïdal que feforça l'eix de simetria i es remarca contra la façana posterior.
Les quatre façanes es dissenyen seguint uns eixos de simetria, a la segona planta hi ha una galeria d'arcs de mig punt correguts, la majoria dels quals estan cegats. Cal destacar dues finestres en forma de tres quarts de cercle, situades a la transició entre el cos avançat i les ales laterals.
El cadastre fa referència a la masia el 1900.